# Cladrastis delavayi
Cladrastis delavayi là một loài thực vật có hoa trong họ Đậu. Loài này được (Franch.) Prain miêu tả khoa học đầu tiên năm 1904.